# Liga de Fútbol de Tayikistán 2021
La Liga de Fútbol de Tayikistán 2021 fue la 30.ª de la Liga de fútbol de Tayikistán, la máxima categoría de Tayikistán. La temporada comenzó el 4 de abril y terminó el 5 de diciembre.

## Equipos participantes
CSKA
Dushanbe-83
Istiklol
El Lokomotiv-Pamir y el Regar-TadAZ Tursunzoda descendieron a la Primera Liga de Tayikistán 2021 y fueron reemplazados por el Ravshan Kulob, campeón de la Primera Liga de Tayikistán 2020, quien regresó a la máxima categoría tras descender en la temporada 2016 y el Eskhata Khujand que debutó por primera vez en su historia.
| Equipo      | Ciudad       | Estadio                | Capacidad |
| ----------- | ------------ | ---------------------- | --------- |
| CSKA Pamir  | Dusambé      | CSKA                   | 7000      |
| Dushanbe-83 | Dusambé      |                        |           |
| Eskhata     | Juyand       | 20-Letie Nezavisimosti | 20 000    |
| Fayzkand    | Kulob        | Central                |           |
| Istaravshan | Istaravshan  | Central Stadium        | 20 000    |
| Istiklol    | Dusambé      | Central Republicano    | 24 000    |
| Khatlon     | Bokhtar      | Tsentralnyi            | 10 000    |
| Khujand     | Juyand       | 20-Letie Nezavisimosti | 20 000    |
| Kuktosh     | Chorgulteppa | Rudaki                 |           |
| Ravshan     | Kulob        | Central                |           |

## Clasificación
| Pos. | Equipo          | Pts. | PJ | G  | E | P  | GF | GC | Dif. | Clasificación o descenso 2022 |
| ---- | --------------- | ---- | -- | -- | - | -- | -- | -- | ---- | ----------------------------- |
| 1    | Istiklol (C)    | 68   | 27 | 21 | 5 | 1  | 78 | 9  | +69  | Liga de Campeones de la AFC   |
| 2    | Khujand         | 55   | 27 | 17 | 4 | 6  | 52 | 26 | +26  | Copa AFC                      |
| 3    | CSKA Pamir      | 44   | 27 | 12 | 8 | 7  | 37 | 29 | +8   | Copa AFC                      |
| 4    | Istaravshan     | 42   | 27 | 12 | 6 | 9  | 30 | 25 | +5   |                               |
| 5    | Khatlon         | 36   | 27 | 10 | 6 | 11 | 30 | 33 | −3   |                               |
| 6    | Eskhata         | 30   | 27 | 9  | 3 | 15 | 33 | 49 | −16  |                               |
| 7    | Ravshan         | 29   | 27 | 7  | 8 | 12 | 27 | 35 | −8   |                               |
| 8    | Fayzkand        | 29   | 27 | 8  | 5 | 14 | 20 | 37 | −17  |                               |
| 9    | Kuktosh (D)     | 26   | 27 | 7  | 5 | 15 | 38 | 58 | −20  | Primera Liga                  |
| 10   | Dushanbe-83 (D) | 18   | 27 | 4  | 6 | 17 | 23 | 67 | −44  | Primera Liga                  |

 Fuente: Soccerway
Notas:
1. ↑  El tercer clasificado obtuvo una plaza para la Copa AFC ya que el campeón de la Copa de Tayikistán 2021 (Khujand) ya estaba clasificado para la competición.

## Resultados
| Local \ Visitante | CPD | D83 | ESK | FAY | ISA | IST | KHA | KJD | KUK | RAV |
| ----------------- | --- | --- | --- | --- | --- | --- | --- | --- | --- | --- |
| CSKA Pamir        |     | 3–1 | 1–3 | 1–0 | 0–0 | 0–0 | 2–1 | 3–1 | 2–2 | 3–3 |
| Dushanbe-83       | 0–0 |     | 1–2 | 1–1 | 1–1 | 0–5 | 1–0 | 2–1 | 2–1 | 4–2 |
| Eskhata           | 1–2 | 3–1 |     | 1–0 | 2–3 | 0–2 | 1–1 | 3–2 | 3–1 | 1–1 |
| Fayzkand          | 1–0 | 2–2 | 1–3 |     | 1–2 | 0–4 | 1–2 | 0–2 | 3–1 | 0–0 |
| Istaravshan       | 2–1 | 2–0 | 2–0 | 0–0 |     | 2–1 | 1–2 | 2–3 | 2–2 | 1–0 |
| Istiklol          | 1–0 | 5–0 | 5–1 | 4–0 | 2–0 |     | 2–0 | 4–1 | 7–1 | 3–0 |
| Khatlon           | 1–1 | 2–0 | 1–0 | 0–1 | 0–0 | 0–6 |     | 1–1 | 2–0 | 0–1 |
| Khujand           | 2–0 | 4–1 | 5–1 | 1–0 | 1–0 | 0–0 | 2–0 |     | 4–0 | 0–0 |
| Kuktosh           | 3–1 | 2–2 | 2–1 | 0–2 | 1–0 | 1–1 | 3–3 | 1–3 |     | 1–2 |
| Ravshan           | 1–2 | 1–1 | 0–0 | 0–0 | 2–1 | 1–1 | 1–2 | 1–0 | 2–0 |     |

| Local \ Visitante | CPD | D83 | ESK | FAY | ISA | IST | KHA | KJD | KUK | RAV |
| ----------------- | --- | --- | --- | --- | --- | --- | --- | --- | --- | --- |
| CSKA Pamir        |     | 4–0 |     |     |     |     | 0–0 | 1–0 | 2–0 |     |
| Dushanbe-83       |     |     | 1–2 | 0–1 | 0–2 | 0–8 |     |     |     |     |
| Eskhata           | 1–2 |     |     | 0–1 | 1–2 | 0–3 |     |     |     | 1–0 |
| Fayzkand          | 1–3 |     |     |     |     |     | 2–1 | 0–1 | 1–0 |     |
| Istaravshan       | 0–0 |     |     | 1–0 |     | 0–1 |     | 1–2 |     | 1–0 |
| Istiklol          | 3–1 |     |     | 5–0 |     |     | 1–0 | 0–0 |     | 2–0 |
| Khatlon           |     | 3–1 | 2–1 |     | 0–1 |     |     |     | 3–0 | 2–1 |
| Khujand           |     | 5–0 | 2–1 |     |     |     | 2–1 |     | 4–2 | 3–1 |
| Kuktosh           |     | 3–1 | 5–0 |     | 2–1 | 1–2 |     |     |     |     |
| Ravshan           | 1–2 | 2–0 |     | 2–1 |     |     |     |     | 2–3 |     |